# Wonder Egg Priority
Wonder Egg Priority (jap. ワンダーエッグ・プライオリティ) ist eine japanische Anime-Fernsehserie von Studio CloverWorks aus dem Jahr 2021. Das Drama handelt vom Kampf einer Gruppe Mädchen gegen Monster in einer Traumwelt.

## Inhalt
Die Oberschülerin Ai Ōto (大戸 アイ) besucht die Schule nicht mehr, nachdem ihre Freundin Koito Nagase (長瀬 小糸) Suizid begangen hat. Doch nachts begibt sich Ai auf Spaziergänge, bei denen sie in einen verlassenen Vergnügungspark gelangt und dort ein Wonder Egg aus einem Automaten erhält – dieses erste sei kostenlos. Daraufhin wird sie im Schlaf in eine Traumwelt gezogen, in der aus dem Ei ein Mädchen schlüpft. Sie wird von Monstern verfolgt, vor denen Ai sie beschützen soll. Auch anderen Mädchen droht hier ein ähnliches Schicksal. Der Kampf, bei dem auch Ais wahrer Körper verletzt werden kann, ist erst beendet, wenn das Trauma des verfolgten Mädchens besiegt wurde. Wenn Ai genug rettet, dann würde Koito ins Leben zurückkehren, so wird ihr versprochen. Also kauft sie weitere Wonder Eggs und taucht immer wieder in die Traumwelt ein. Dabei trifft sie weitere Mädchen mit der gleichen Mission: Zunächst auf die distanzierte Neiru Aonuma (青沼 ねいる), die viel zu viele Missionen auf sich nimmt und dabei schwer verletzt wird. Nur langsam öffnet sie sich Ai und will mit ihr befreundet sein. Später kommen Rika Kawai (川井 リカ) und Momoe Sawaki (沢木 桃恵) hinzu.

## Produktion und Veröffentlichung
Die Serie entstand bei Studio CloverWorks unter der Regie von Shin Wakabayashi. Die Drehbücher schrieb Shinji Nojima, von dem auch die Idee stammt. Das Charakterdesign entwarf Saki Takahashi und die künstlerische Leitung lag bei Yuki Funagakure. Die Animationsarbeiten wurden geleitet von Saki Takahashi und für den Ton war Akiko Fujita verantwortlich. Für die Kameraführung war Takeo Ogiwara zuständig.
Eine erste Ankündigung der Serie erfolgte Anfang Oktober 2020. Der Anime mit 12 Folgen wurde dann vom 13. Januar bis 31. März 2021 von Nippon TV in Japan ausgestrahlt. Parallel wurde die Serie international per Streaming veröffentlicht, insbesondere durch die Plattform Wakanim, wo sie mit deutschen, französischen, russischen und englischen Untertiteln erschien. Für den 29. Juni wurde ein Special angekündigt, das die Geschichte abschließen soll.

### Synchronisation
| Rolle        | japanische Sprecher (Seiyū) |
| ------------ | --------------------------- |
| Ai Ōto       | Kanata Aikawa               |
| Neiru Aonuma | Tomori Kusunoki             |
| Rika Kawai   | Shuka Saitō                 |
| Momoe Sawaki | Hinaki Yano                 |

### Musik
Die Filmmusik stammt von Dé Dé Mouse und Mito. Das Opening wurde unterlegt mit dem Lied Sudachi no Uta (巣立ちの歌) und der Abspanntitel ist Life is Cider (Life is サイダー), beide von Anemonelia.